# Jacques Rohault

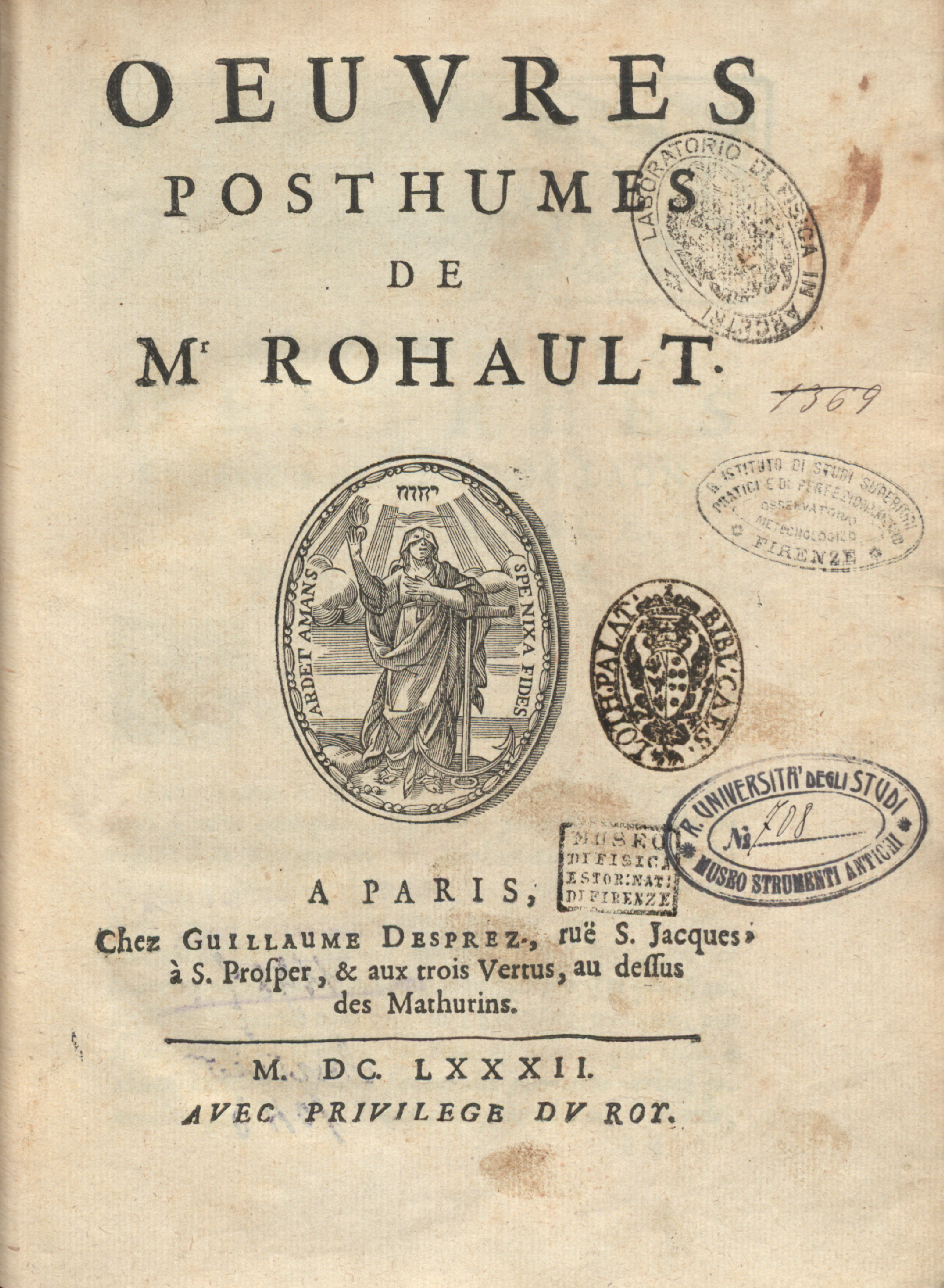
Opere, 1682

Jacques Rohault (1618 – 1672) è stato un filosofo, matematico, fisico e cartesiano francese.

## Opere
- (FR) Jacques Rohault, Opere, a Paris, Guillaume Desprez, 1682. URL consultato il 30 giugno 2015.